# Richard Naill
Richard „Rick“ Naill (* im 20. Jahrhundert) ist ein US-amerikanischer Cellist und Musikpädagoge.

## Leben und Wirken
Naill erwarb an der Eastman School of Music 1970 den Grad eines Bachelor of Music, an der University of Southern California den Master- und Doktorgrad (1987 bzw. 1991). Er begann seine musikalische Laufbahn als Cellist des Atlanta Symphony Orchestra und war bei Choraufführungen unter Robert Shaw Continuo-Solist. 1972 ging er als Erster Cellist des Atlantic Symphony Orchestra nach Kanada, wo er im Folgejahr Mitglied des Brunswick String Quartet und später des Trio Haydn de Montréal wurde. Als Mitglied der Kammermusikensemble und Solist trat er in dieser Zeit häufig bei der CBC auf.
Sein Interesse an er Technik des Cellospiels führte ihn an die Schools of Biomedical Engineering and Exercise Science der University of Southern California. Hier forschte er mit Unterstützung der National Institutes of Health zum Thema der Muskelaktivität beim Cellospiel und veröffentlichte dazu Artikel in wissenschaftlichen Zeitschriften.
Neben der Lehrtätigkeit an der University of New Brunswick, der Pepperdine University und der California State University war Naill seit den 1980er Jahren als freiberuflicher Cellist in Los Angeles aktiv und wirkte an den Soundtracks mehrerer Filme mit. 1992 gründete er das Institut für Kammermusik an der Colburn Community School of Performing Arts, wo er seither unterrichtet. Daneben war er zwölf Jahre Mitglied des Academy Awards Orchestra unter Leitung von Bill Conti und ab 1996 Erster Cellist des Chamber Orchestra of the South Bay.